# آيت توزومت (سيدي عبد الله البوشواري)
آيت توزومت هي إحدى مشيخات المملكة المغربية، تتبع جغرافيا لإقليم شتوكة آيت باها وإداريًا لسيدي عبد الله البوشواري. يقدر عدد سكانها بـ 1648 نسمة حسب الإحصاء الرسمي للسكان والسكنى لسنة 2004.